# ユリア・プフレングレ
ユリア・プフレングレ（英語: Julia Pfrengle, 1995年5月10日 - ）は、ドイツルートヴィヒスハーフェン・アム・ライン出身のフィギュアスケート選手(女子シングル)。2010年世界ジュニアフィギュアスケート選手権ドイツ代表。母親は1989年ヨーロッパフィギュアスケート選手権優勝、世界フィギュアスケート選手権で2位のクラウディア・ライストナー。

## 経歴
2008-2009シーズンでドイツ選手権ジュニアクラスで初優勝。翌2009-2010シーズンではドイツ選手権シニアクラスで3位に入り、初出場の世界Jr.選手権ではショートとフリーの両方でパーソナルベストを更新し10位に入った。

## 主な戦績
| 大会/年                       | 2008-09 | 2009-10 | 2010-11 | 2011-12 |
| ----------------------------- | ------- | ------- | ------- | ------- |
| 世界Jr.選手権                 |         | 10      |         |         |
| ドイツ選手権                  | 1 J     | 3       |         | 5       |
| ババリアンオープン            |         |         |         | 棄権    |
| JGPオーストリア杯             |         |         | 10      |         |
| JGPブラオエン・シュベルター杯 |         | 8       | 棄権    |         |
| JGPミンスク・アイス杯         |         | 11      |         |         |

### 詳細
| 2011-2012 シーズン |                                                      |          |         |          |
| 開催日             | 大会名                                               | SP       | FS      | 結果     |
| 2012年2月2日 - 5日 | 2012年ババリアンオープン（オーベルストドルフ）       | 22 30.34 | -       | 棄権     |
| 2012年1月6日 - 7日 | ドイツフィギュアスケート選手権（オーベルストドルフ） | 4 43.74  | 5 76.86 | 5 120.60 |

| 2010-2011 シーズン   |                                                  |          |         |           |
| 開催日               | 大会名                                           | SP       | FS      | 結果      |
| 2010年9月15日 - 18日 | ISUジュニアグランプリ オーストリア杯（グラーツ） | 12 40.41 | 9 78.75 | 10 119.16 |

| 2009-2010 シーズン   |                                                      |          |           |           |
| 開催日               | 大会名                                               | SP       | FS        | 結果      |
| 2010年3月12日 - 13日 | 2010年世界ジュニアフィギュアスケート選手権（ハーグ） | 11 47.84 | 10 285.21 | 10 133.05 |